# Première bataille d'El Djorf
Guerre d'Algérie
Batailles
- Toussaint rouge
- Opération Eckhmül
- Opération Aloès
- Opération Véronique (en)
- Opération Violette
- Massacres d'août 1955 dans le Constantinois
- Opération Timgad
- Bataille d'El Djorf
- Opération Oiseau bleu
- Embuscade de Palestro
- Bataille d'Alger
- Bataille de Bouzegza
- Bleuite
- Bataille de Timimoun
- Bataille des Frontières
- Combat du Fedj Zezoua
- Coup d'État du 13 mai 1958
- Opération Résurrection
- Opération Couronne
- Opération Brumaire
- Plan Challe
- Opération Jumelles
- Semaine des barricades
- Manifestations de décembre 1960
- Putsch des généraux

- Bataille de Bab El Oued
- Fusillade de la rue d'Isly
- Massacre d'Oran

La première bataille d'El Djorf (ou El-Djorf), dans la région de Tébessa en Algérie, a lieu le 22 septembre 1955 pendant la guerre d'Algérie, entre l'Armée de libération nationale algérienne et les forces armées françaises.

## Contexte
La bataille a lieu un an après le début de la guerre d'Algérie, dans les Aurès. L'armée française vient d'arrêter Mustapha Benboulaïd, qui était à la tête de l'ALN dans cette région[réf. nécessaire]. 
Un conflit interne au sein de l'ALN aboutit à la nomination du colonel Bachir Chihani à la tête de la Willaya I. Il commence par rassembler les troupes dispersées dans la région et réussit à organiser une réunion dans la région d'El Djorf, au nord de l'actuelle province de Tebessa. Cette réunion vise à réorganiser les troupes pour relancer les opérations militaires. Environ 300 combattants assistent à cette réunion[réf. nécessaire]. 
L’armée française lance l’opération « Timgad » et ne se doute pas qu'elle est sur le point de tomber sur la réunion des chefs de l’Aurès et Nementchas que Bachir Chihani a organisée entre le 18 et 23 septembre 1955. 

## Bataille
Adjel Adjoul est blessé et fait prisonnier. 45 soldats de l'ALN sont tués et 40 autres sont faits prisonniers,. La bataille se révèle désastreuse pour les troupes de l'ALN piégées par les Français mais la nouvelle d'un grand affrontement avec l'Armée française remonte le moral des troupes de l'ALN des autres régions.

## Conséquences
Les dirigeants de l'ALN reprochent à Bachir Chihani son imprudence d'avoir organisé un rassemblement aussi important que celui d’El-Djorf en négligeant les règles élémentaires de la sécurité, et demande une mise au point de sa part, qui ne vint pas.

## Postérité
Dans un contexte de la guerre des mémoires avec l’ancienne puissance coloniale française, le pouvoir algérien a décidé de faire de la bataille d’El Djorf, ayant eu lieu du 20 au 28 septembre 1955 dans les monts des Nemencha à l’est de l’Algérie, un lieu de mémoire de la nation algérienne dans les années 2000. La bataille est considérée comme une grande victoire de l'ALN par l'historiographie officielle algérienne, qui revendique la perte de 600 à 700 morts dans les rangs de l'armée française.